# The Devil Went Down to Georgia
«The Devil Went Down to Georgia» (en español: El Diablo Bajó a Georgia) es una canción estilo country, proveniente de Texas, Estados Unidos. The Charlie Daniels Band creó esta canción el año 1979.

## Canción
En la letra de la canción se habla de que el Diablo baja a Georgia a buscar un alma para robar. Se encuentra con Johnny que está tocando su violín. El diablo apuesta un violín hecho de oro contra el alma de Johnny a que es capaz de tocar mejor que él. Johnny no se arredra y acepta el reto. El diablo toca su violín con la ayuda de un grupo de demonios y suena contundente. Lejos de asustarse, Johnny le dice que le va enseñar cómo se toca. Este hace la mejor actuación, por lo tanto, se lleva el violín de oro, y el Diablo se va con las manos vacías.

## Apariciones
A pesar de que The Charlie Daniels Band es una agrupación muy conocida, esta canción en particular no tiene muchas apariciones (por lo menos en ámbitos populares), donde si se conoce es en el popular juego de simulación musical Guitar Hero III: Legends of Rock.
Aquí, se libra una batalla contra el demonio llamado Lou, este personaje es el diablo con una guitarra llamada Obliviaxe, hecha de un cadáver, con él debes ganar el duelo final en el modo Career para finalizar el juego. Este personaje, obviamente es ficticio creado por Guitar Hero. 
Para poder jugar esta canción, Harmonix la transformó en versión metal con ayuda de Steve Ouimette.
La canción en este juego se caracteriza por ser la más difícil del juego.
(después de "Through the Fire and Flames" de Dragonforce). 
En la serie de televisión Futurama el personaje Diablo Robot tiene un violín de oro y enfrenta a Leela simulando la trama de la canción pero en vez, rompe el violín contundentemente en la cabeza del robot.
Otra de sus apariciones es cuando se parodia en la película Tenacious D in The Pick of Destiny cuando Jables (Jack Black) y Kage (Kyle Gass) retan al diablo a un duelo, pero, en diferencia al original, este es un duelo de rock, y lo pierden.

## Secuela
La canción tiene una segunda parte que fue grabada en 1993 por The Charlie Daniels Band con la colaboración del violinista Mark O'Connor. La canción se titula "The Devil Comes Back to Georgia" que traducido significa "El Diablo Regresa a Georgia". En esta participan también Travis Tritt (como el diablo), Marty Stuart (como Johnny) y Johnny Cash como el narrador. La canción se centra en la historia de la primera canción, pero el tiempo ha pasado. Johnny ahora es un hombre, está casado y tiene un pequeño hijo. El Diablo quiere tomar ventaja del pecado de la soberbia que ha crecido en Johhny; al retarlo a una revancha. El Diablo le quita a Johnny el violín de oro que había ganado en su primer encuentro y le dice que tiene que practicar con su viejo violín. Johnny había dejado de tocar desde que su bebé nació, pero advierte al diablo que solo necesita un poco de calentamiento para volver a derrotarlo. La canción no deja muy en claro quien fue el vencedor; sin embargo el video musical sugiere a Johnny como ganador, así como también una estrofa de la canción que dice: "Johnny's still the best that's ever been", que significa "Johnny sigue siendo el mejor que haya existido".
La canción puede ser encontrada en el disco Heroes de Mark O'Connor.
- Datos: Q2361955